# Mangelia vauquelini
Mangelia vauquelini é uma espécie de gastrópode do gênero Mangelia, pertencente a família Mangeliidae.